# Sela Ward

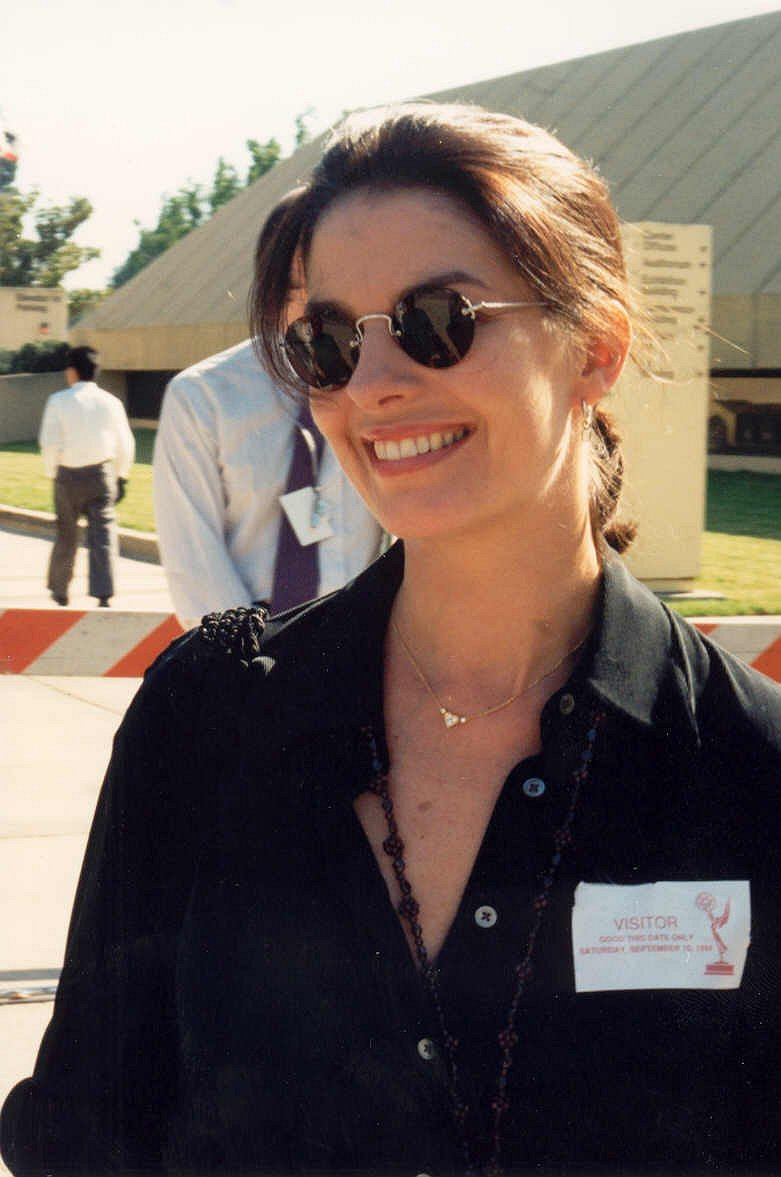
Sela Wardová v září 1994

Sela Anne Ward (* 11. července 1956, Meridian, Mississippi, USA) je americká herečka a bývalá modelka. Mezi její nejznámější role patří účinkování v televizním seriálu Sisters z roku 1991, za kterou získala cemu Emmy a nominaci na Zlatý glóbus a dále televizní seriál Once and Again, za který získala cenu Emmy i Zlatý glóbus.
Na alabamské univerzitě vystudovala umění a propagaci, poté se přestěhovala do New Yorku, kde pracovala jako propagační a reklamní pracovnice. Díky tomuto povolání mohla začít pracovat jako modelka, což posléze vedlo k tomu, že začala hrát v televizních reklamách. V roce 1983 se přestěhovala do Los Angeles, kde se objevila poprvé ve hraném filmu, což byla komedie Posedlý krásou, která se stala její průlomovou rolí. V téže době pak získala i svoji první větší televizní roli v seriálu Emerald Point N.A.S. z vojenského prostředí.

## Osobní život
V roce 1992 se provdala za herce Howarda Shermana a má s ním dvě děti: syna Austina (* 1994) a dceru Annabellu (* 1998).

## Ocenění
- Cena Emmy, nejlepší herečka v hlavní roli v dramatickém televizním seriálu, Sisters, 1994
- CableACE Award, nejlepší herečka v hlavní roli ve filmu nebo v seriálu, Almost Golden: The Jessica Savitch Story, 1995
- Cena Emmy, nejlepší herečka v hlavní roli v dramatickém televizním seriálu, Once and Again, 2000
- Zlatý glóbus, nejlepší herečka v televizním dramatu, Once and Again, 2001

## Filmografie, výběr

### Film
- 1983 Posedlý krásou
- 1986 Vůbec nic společného
- 1987 Moje spravedlnost
- 1993 Uprchlík
- 1996 Mí drazí Američané
- 1999 Nevěsta na útěku (epizodní role - hezká žena v baru)
- 2004 Den poté
- 2006 Záchranáři
- 2009 Otčím
- 2010-2013 Kriminálka New York (Jo Danville)